# Джак и Джил
„Джак и Джил“ (на английски: Jack and Jill) е американски комедиен филм от 2011 г. на режисьора Денис Дюган, по сценарий на Стийв Корен и Адам Сандлър. Във филма участват Адам Сандлър (с двойна роля), Ал Пачино, Кейти Холмс и Еухенио Дербес. Премиерата на филма е на 11 ноември 2011 г. от „Кълъмбия Пикчърс“ и печели 149 млн. щ.д. при бюджет от 79 млн. щ.д.
Филмът включва последната филмова поява на Реджис Филбин.

## Актьорски състав
- Адам Сандлър – Джак и Джил Садълстийн
- Кейти Холмс – Ерин Садълстийн, съпруга на Джак и снаха на Джил
- Ал Пачино – Себе си
- Еухенио Дербес – Фелипе / Хуанджелина, баба на Фелипе
- Тим Мийдоус – Тед
- Сантяго Сегура – Едуардо
- Ник Суордсън – Тод
- Алън Ковърт – Ото
- Рохан Чанд – Гари Садълстийн, син на Ерин и Джак, и племенник на Джил
- Елди Тоун – София Садълстийн, дъщеря на Ерик и Джак, и племенница на Джак
- Джоф Пиърсън – Картър Симънс, баща на Ерин
- Валери Махафи – Битси Симънс, майка на Ерин
- Гад Елмалех – Хавиер
- Гари Валънтайн – Далас
- Кристин Дейвис – Делия
- Норм Макдоналд – Фънбъкет
- Дейвид Спейд – Моника

## В България
В България филмът е пуснат по кината на 2 декември 2011 г. от „Александра Филмс“.
През 2012 г. е издаден на DVD от „Съни Филм Видео Ентъртейнмънт“.
На 6 февруари 2016 г. е излъчен премиерно по Нова телевизия с разписание събота от 20:00 ч. Ролите се озвучават от Ани Василева, Христина Ибришимова, Николай Николов, Георги Георгиев-Гого, Силви Стоицов и Александър Митрев.